# The O2 Arena

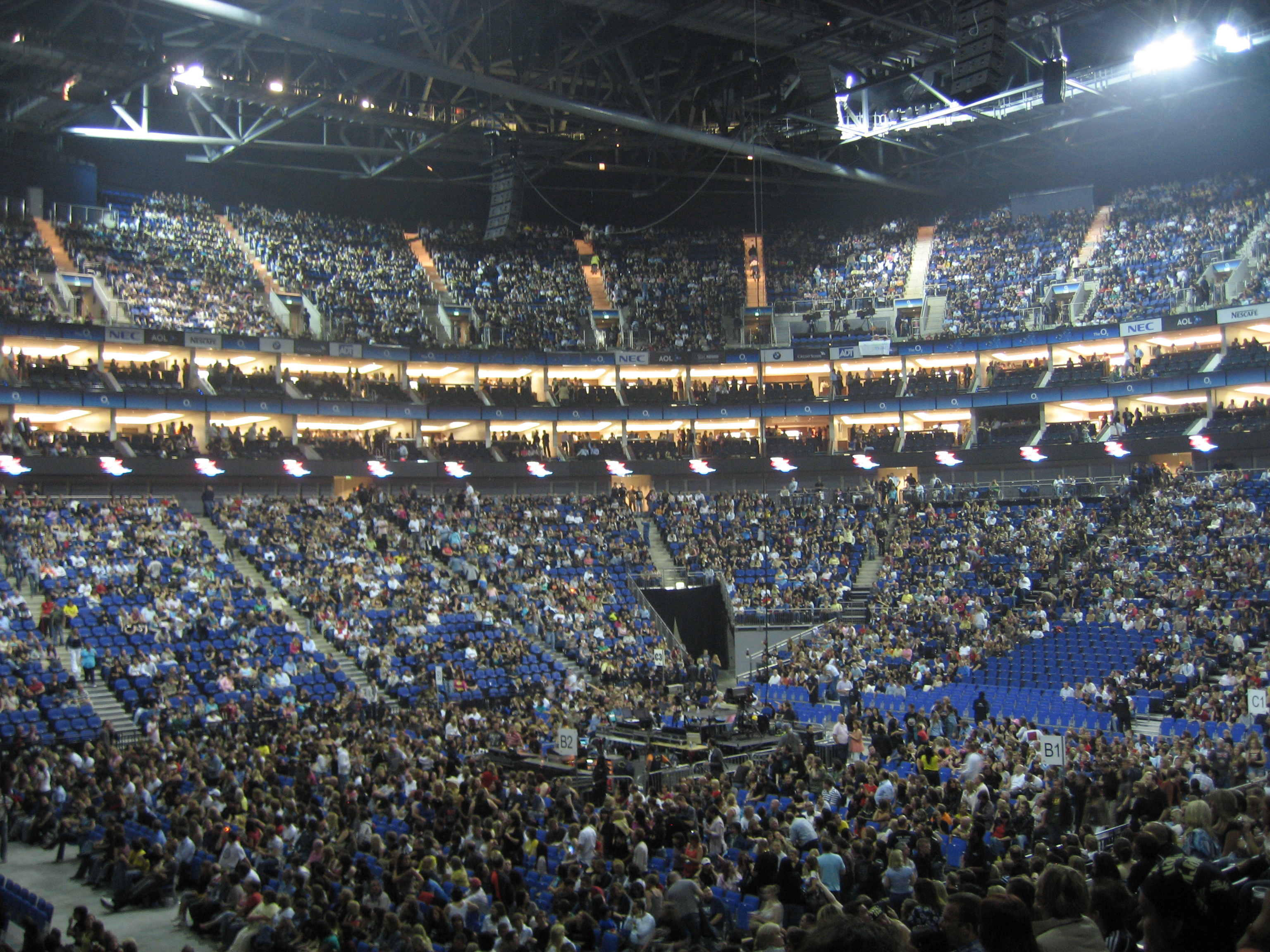
Interior da arena

The O2 Arena, ou apenas O2 Arena, é uma arena para fins de multi-uso coberta, inaugurada em 24 de junho de 2007. Está localizada no centro do The O2, um grande complexo de entretenimento situado na Península de Greenwich, no sudeste de Londres, Reino Unido. Com uma capacidade de até 23.000 dependendo do evento, é uma das maiores arenas cobertas da Europa, juntamente com a Manchester Arena em Manchester, a Lanxess Arena em Colônia, e a Belgrado, na cidade homônima. Em 2008, a O2 conquistou a coroa no World's Busiest Arena, que pertencia, desde de 2001, a arena MEN (atual Manchester Arena). A arena foi construída arquitetonicamente para reduzir o eco, um problema comum entre os locais de música em Londres.

## Construção e disposição da arena
A construção da arena foi iniciada em 2003 e concluída em 2007. Seus materiais provavelmente se baseiam em Fibra de vidro, Politetrafluoretileno e provavelmente Aço. Depois que o interior da cúpula foi totalmente limpo e antes do início dos trabalhos de construção, em dezembro de 2004, a cúpula foi usada como local principal para o Aberto de Crise anual de Natal organizado por a crise de caridade para os sem-teto, com sede em Londres. A disposição dos assentos em toda a arena pode ser modificada, semelhante à da Manchester Arena. O prédio da arena, que abriga a arena e o saguão, é independente de todos os outros prédios da O2 e abriga todas as instalações da arena. O próprio edifício da arena ocupa 40% da estrutura total da cúpula.

## Artistas que já realizaram alguma apresentação
O local já recebeu artistas como  Shakira, Prince, Stevie Wonder, Little Mix, Ellie Goulding, Miley Cyrus, Jessie J, Kylie Minogue, Katy Perry, Wiz Khalifa, One Direction, Iron Maiden, Led Zeppelin, Ozzy Osbourne, Slipknot, Lady Gaga, Muse, Green Day, Keane, Queens of the Stone Age, Britney Spears, Beyoncé, Guns N' Roses, Celine Dion, Adele, U2, Red Hot Chili Peppers, Rihanna, Cheryl Cole, Madonna, Linkin Park, Pink Floyd, Gorillaz, Aloud, Arctic Monkeys, The Wanted, Noel Gallagher, The Killers, Alter Bridge ,Spice Girls, Ariana Grande, Billie Eilish, etc.

## A cancelada turnê de Michael Jackson
O cantor Michael Jackson também se apresentaria no estádio em 13 de julho de 2009, com previsão para encerramento no início de 2010, e realizaria sua ultima turnê de sua carreira, intitulada This Is It, no estádio. O objetivo da Turnê era para que Jackson voltasse ao 'Auge' novamente e segundo ele, recuperar seu posto de "Rei do Pop". Também teria como objetivo encerrar a sua carreira de Turnês, focando somente em trabalhos simples e quitar algumas dividas milionárias que Jackson possuía. Seriam no início 10 shows, mas que foi re-adaptado para 30, e mais tarde para 50, devido a todos os ingressos esgotarem em 2 dias. A turnê teve de ser cancelada devido à morte de Jackson, devido a uma intoxicação causada por uma Overdose acidental, gerida pelo seu médico, Conrad Murray, somente 18 dias antes do primeiro show.

## Recordes

#### Apresentação do filme musical de maior sucesso da história
Ainda em 2009, a antiga gravadora de Michael Jackson, Sony Music, junto com a produtora Columbia Pictures lançaram um filme de longa-metragem com o mesmo nome da cancelada turnê de Michael Jackson (This is It), mostrando os últimos ensaios e produções de Jackson ainda vivo, em homenagem ao cantor. O filme foi aclamado o maior sucesso da história em termos musicais, com o recorde de lucros estimados em 1,3 bilhões de dólares em um único filme musical, sendo também um sucesso de bilheteria, com a maior parte na própria The O2 Arena.

#### Apresentação dos The Vamps como headliners por 5 anos seguidos
No dia 25 de maio de 2019 a banda britânica The Vamps se tornou a primeira banda a tocar como headliners por 5 anos seguidos, quebrando um recorde da própria arena.

#### Gravação de um DVD com todos os ingressos esgotados
Em Dezembro de 2009 a cantora norte-americana Miley Cyrus gravou cenas para seu DVD ao vivo da sua turnê Wonder World Tour na Arena O2 com todos os ingressos esgotados.

#### Arena musical com mais movimento em bilhetes e ingressos
Em 2017, a O2 Arena era a arena musical mais movimentada do mundo em termos de vendas de ingressos.